# Каменский рабочий
Каменский рабочий — муниципальная общественно-политическая газета. Издаётся в городе Каменск-Уральский со 2 января 1931 года по настоящее время. Редакция газеты расположена в Каменске-Уральском.
Учредитель газеты — Администрация города Каменска-Уральского. Издатель — Муниципальное автономное учреждение «Каменский рабочий». Главный редактор — Юлия Александровна Анохина.

## История
Первый номер «Каменского Рабоче-Крестьянского листка» вышел 7 сентября 1919 года, в городе Каменск-Уральский. Выпускался он два — три раза в неделю, на оберточной бумаге форматом в половину писчего листа, тиражом от 500 до 1000 экземпляров. Его первым редактором была Харитина Долгова. В 1930 году город Каменск-Уральский получил статус районного центра, и 2 января 1931 года в свет вышел первый номер газеты «За большой Урал», орган Каменского райкома ВКП(б), райисполкома и райпрофсовета, прародительницы «Каменского рабочего». Она выходила один раз в 5 дней, сначала тиражом 1500, чуть позже — 1800 экземпляров. С 11 августа 1934 года районная газета выходит под названием «Каменский рабочий»).

## Деятельность
Ежегодно в городе проходят легкоатлетические эстафеты на приз газеты «Каменский рабочий» с весны 1939 года.